# Grammarly
Grammarly — заснована в Україні онлайн-платформа на основі штучного інтелекту для покращення продуктивності і комунікації, запущена 2009 року. Має представництва у Києві, Сан-Франциско, Нью-Йорку, Ванкувері, Берліні, Сіетлі та Варшаві. ШІ-асистент компанії допомагає редагувати та покращувати тексти англійською мовою, перекладати з та на 19 мов, а також брейнштормити ідеї і генерувати тексти за допомогою промптів, використовуючи генеративний штучний інтелект. Станом на 2025 рік ШІ-асистент Grammarly має 40 млн DAU (щоденно активних користувачів) та понад 50 000 організацій серед бізнес-клієнтів.
Продукт Grammarly працює в понад 500 000 додатків і вебсайтів і доступний для декількох інтерфейсів і пристроїв: як десктопні додатки для Windows і Mac, вебредактор, браузерне розширення (для Google Chrome, Safari, Mozilla Firefox, Microsoft Edge), додаток для iPad, мобільні клавіатури (iOS, Android) та надбудова для Microsoft Office.
У грудні 2024 року Grammarly оголосили про намір придбати компанію Coda, ШІ-інструмент для покращення продуктивності під час роботи з документами, таблицями і завданнями. СЕО Coda Шишир Меротра став СЕО Grammarly на початку 2025 року, а обидві команди об'єдналися. У липні 2025 року Grammarly повідомили про план придбати імейл-застосунок на основі ШІ Superhuman, заснований у 2014 році. Із придбанням цих продуктів Grammarly має намір надалі будувати ШІ-платформу, яка буде об'єднувати ШІ-агентів та різні застосунки. 

## Історія
Компанію заснували у 2009 році українці Олексій Шевченко, Максим Литвин та Дмитро Лідер.
Бред Гувер, генеральний директор компанії — інвестор із досвідом роботи в галузі машинобудування, який дізнався про Grammarly, коли шукав автоматизований інструмент коректури для свого листування.
У 2010 році було випущено перший онлайн-редактор, доступний за підпискою. Спочатку автори сервісу обрали цільовою аудиторією студентів, а згодом переорієнтувалися на широке коло користувачів.
У 2013 році було випущено надбудову Grammarly для Microsoft Office.
До 2015 року сервіс був доступний за передплатою, а у 2015-му перейшов на модель Freemium, після чого, за словами засновників компанії, кількість користувачів Grammarly стала рости експоненційно. Версія Premium пропонує понад 400 додаткових перевірок у порівнянні з безплатною.
У 2016 році Grammarly випустили додатки для настільних ПК.
У 2017 році Grammarly залучила 110 млн доларів інвестицій. Інвестиційний раунд очолила компанія General Catalyst. На той момент кількість щоденно активних користувачів складала 10 мільйонів людей. Цього ж року були представлені мобільні клавіатури для iOS та Android.
2018 року було виявлено, що через помилку безпеки всі вебсайти мали змогу отримати інформацію про все, що коли-небудь набирав користувач на клавіатурі в Grammarly Editor. Помилку було швидко виправлено, а представники компанії заявили про відсутність будь-яких доказів стосовно використання помилки для доступу до інформації користувачів.
У жовтні 2018 року сервіс почав підтримуватися в застосунку Google Docs. 
22 червня 2019 року стало відомо, що компанія Microsoft заборонила своїм співробітниками користуватися сервісом. Це було пов'язано, за словами представників компанії, насамперед із побоюваннями через можливе відстежування тексту, котрий користувач набирає на клавіатурі, що піддало б загрозі інтелектуальну власність Microsoft. Окрім Grammarly, під заборону також підпав і безплатний месенджер Slack.
У 2019 році у Grammarly з'явилися чергові оновлення: сервіс почав перевіряти текст на послідовність, був випущений оновлений вебредактор (який групує рекомендації в чотири категорії: правильність, чіткість, захопливість та манера подачі інформації), додано функцію добору синонімів у мобільні клавіатури, а також представлений детектор тону. Він використовує комбінацію правил і машинного навчання, щоб ідентифікувати, яке враження повідомлення може справити на його читача. Для цього детектор тону аналізує вибір слів, фраз, розділових знаків, використання великих літер тощо. 
У жовтні 2019 року компанія повідомила про закриття 2-го раунду фінансування. Залучивши 90 млн доларів інвестицій, стартап Grammarly досяг статусу «єдинорога» (термін використовують для позначення технологічних компаній, що оцінені у понад 1 млрд доларів). Раунд повторно очолила компанія General Catalyst. 
У березні 2020 року компанія повідомила про те, що сервіс Grammarly став доступним для Microsoft Word на Mac та у Word Online.
Улітку 2020 року компанія запустила функцію Style Guide, завдяки якій бізнес-клієнти можуть налаштовувати стиль письмової комунікації, а також представила оновлений додаток Grammarly для iPad із вдосконаленим функціоналом клавіатури Grammarly та можливістю доступу до оптимізованого для iPad вебредактора Grammarly. У липні 2020 року був представлений новий функціонал сервісу Grammarly для Google Документів.
У квітні 2020 року компанія Grammarly запустила безплатну пропозицію для некомерційних та неурядових організацій з надання доступу до розширених рекомендацій Premium-версії сервісу Grammarly, а також адміністративних функцій Grammarly Business.
У серпні 2020 року в Grammarly ініціювали збір текстів для першого анотованого GEC-корпусу (Grammatical Error Correction) української мови (UA-GEC). До січня 2021 року компанія зібрала та проанотувала 20 000 речень і зробила корпус UA-GEC загальнодоступним на ресурсі GitHub.
У вересні 2020 року в Grammarly представили нове браузерне розширення зі спеціальними функціями для допомоги в діловому спілкуванні англійською. 
Навесні 2021 року Grammarly представила детектор тону для мобільних пристроїв на Android та iOS.  
23 червня 2021 року вийшло оновлення продукту Grammarly Business.
У вересні 2021 року Grammarly запустила платформу для розробників Grammarly for Developers. За допомогою Grammarly Text Editor SDK (SDK — software development kit, набір засобів розробки та документації) розробники зможуть отримати доступ до API Grammarly за попередньою заявкою.
У жовтні 2021 року вийшла інформація про партнерство між Grammarly та Samsung. Поради Grammarly будуть нативно інтегровані в клавіатуру смартфонів Samsung (з One UI 4.0 та спочатку для мобільних пристроїв Samsung серії S21). 
В листопаді 2021 року Grammarly представила нові продукти для iOS (розширення для Safari, клавіатуру, редактор для iPhone) та випустила настільні додатки для Windows та Mac.
У серпні 2022 року, під час повномасштабного вторгнення РФ до України, доступ до сервісу було заблоковано у РФ, це сталося після заяви сервісу про зупинку роботи в РФ та Білорусі.
У лютому 2024 року стало відомо, що компанія Grammarly планує скоротити 21% співробітників, а саме близько 230 членів своєї глобальної команди, з яких 37 – українські спеціалісти .
У липні 2025 року було оголошено, що Grammarly купує Superhuman. Фінансові умови угоди не розголошують. За даними Reuters, у 2021 році Superhuman оцінювали у $825 млн, а, станом на зараз, сервіс має щорічний виторг близько $35 млн.

## Інвестиції
Станом на травень 2017 року, Grammarly вдалося залучити понад 110 мільйонів доларів у рамках публічного раунду, що перевершило усі попередні українські стартапи. У 2019 році компанія залучила $90 млн інвестицій і оцінена у більше як $1 млрд Загальна сума залучених інвестицій на 2019 рік склала 200 млн доларів.
13 травня 2020 року Grammarly анонсувала свою першу власну інвестицію у заснований у Сіетлі стартап Docugami [Архівовано 30 травня 2020 у Wayback Machine.]. Інвестицію здійснено в межах етапу початкового фінансування компанії.
У листопаді 2021 року компанія повідомила про залучення нового раунду інвестицій у розмірі 200 млн доларів. До раунду долучилися й нові інвестори — компанія Baillie Gifford, а також фонди та рахунки, якими керує  компанія BlackRock.
У травні 2025 року Grammarly повідомила про залучення $1 мільярда фінансування для зростання від СVF-фонду General Catalyst. Новий капітал дозволить Grammarly розширити клієнтську базу та збільшити охоплення продукту. 

## Нагороди
Станом на 2017 рік Grammarly займав перше місце як «найкращий онлайн-сервіс з перевірки правопису» від TopTenReviews, з рейтингом 9,68.
Станом на 2020 рік сервісами Grammarly щодня користуються 30 мільйонів людей. Лише за 2020 рік Grammarly надала користувачам зі всього світу 1,2 трлн рекомендацій щодо покращення текстів.
Grammarly потрапила до рейтингу «Найінноваційніших компаній світу 2019» в категорії «Штучний інтелект» за версією видання Fast Company та до списку «Найкращих компаній для запуску кар’єри» (Wealthfront’s Career-Launching Companies) за версією Wealthfront у 2020 та 2021 роках.
У 2020 та 2021 роках видання Forbes включило Grammarly до рейтингу Cloud 100, який присвячено найкращим компаніям світу, що працюють з хмарними технологіями. 

## Благодійність
Компанія долучалась до благодійних внесків, так:
- 27 лютого 2023 року зібрали понад 135 000$ на реанімобілі типу С.[55]
- 16 березня 2023 року вирішила підтримати збір української амбасадорки UNITED24 Еліни Світоліної на сумму в 80 000$. Гроші будуть спрямовані на відновлення будинку в Ірпені по вулиці Київській, 53.[56]
- 19 березня 2023 року підтримала медичний напрям UNITED24 та переказує ще 55 400$ на машини швидкої допомоги.[57]
- 8 липня 2024 року переказом 500 000$ підтримали відновлення клініки Охматдит, зруйнованої ракетним обстрілом.